# Aconitum lasiocarpum
Aconitum lasiocarpum là một loài thực vật có hoa trong họ Mao lương. Loài này được (Rchb.) Gáyer mô tả khoa học đầu tiên năm 1911.